# Castello di Launceston
Il castello di Launceston, in lingua cornica Kastell Lannstefan è un'antica roccaforte situata nell'omonima cittadina in Cornovaglia.

## I primi tempi
Il castello di Launceston, di epoca normanna fu costruito secondo lo stile della motta castrale. La sua fondazione risale all'epoca della conquista normanna dell'Inghilterra quindi attorno al 1066-1067 ed è attribuita o a Roberto di Mortain, fratellatro di Guglielmo I d'Inghilterra o a Brian di Bretagna anche se questi rimase per pochi anni in Inghilterra dopo la vittoria di Guglielmo.
Col tempo il castello divenne il centro di potere del conte di Cornovaglia in carica che lo usava per controllare le vaste proprietà dei dintorni. A parte un piccolo Dongione costruito nel XII secolo il castello si mantenne per lo più invariato nel tempo e fu solo nel XIII secolo che Riccardo di Cornovaglia, fratello di Enrico III d'Inghilterra lo ricostruì in pietra.
La torre fu costruita con una pietra più scura di quella usata per il resto della costruzione  e venne dotata di due camere, fu costruito un nuovo grande salone nella parte più antica che restò in uso fino al XVII secolo come Corte d'assise. Venne costruita anche una cappella che fu posta sotto la protezione del conte di Cornovaglia.
Nel XIII secolo il centro amministrativo si sposò da Launceston al villaggio di Lostwithiel.

## Fra '500 e '600
Nel 1548, poco prima della rivolta del Prayer Book, ventotto cornici vennero presi e portati al castello di Launceston dove vennero sottoposti alla pena dell'impiccagione con sventramento e squartamento a causa della morte di William Body, uno degli uomini di Thomas Cranmer, uomo di punta della corte inglese. Fra i compiti di Body c'era stata la dissacrazione di alcuni altari posti a Helston nell'ottica di un programma di aggressione culturale volto a sradicare quella cattolica per uniformare il paese nella nuova fede.
Con i secoli, nonostante venisse usato ancora come assise, il castello cadde in rovina, nel 1656 vi venne tenuto prigioniero per qualche mese George Fox fondatore del movimento del quaccherismo.
Durante la guerra civile inglese il castello era ridotto così male in arnese che i Roundhead non si presero nemmeno la briga di demolirlo quando cadde nelle mani dei realisti, in effetti nel 1646 il castello fece da base ai realisti per la difesa della Cornovaglia.
Richard Grenville, I baronetto Grenville (1600-1658) combatté per i realisti posizionando delle truppe lungo il Tamar, i realisti combattevano per il re e per se stessi perché avevano in animo di proporre al re il progetto di una Cornovaglia semi-indipendente.

## Fino ad oggi
Finita la guerra solo il corpo di guardia a nord rimase abitabile e nel 1764 venne parzialmente demolito per avere materiale da costruzione per una dimora che venne costruita poco lontano dal corpo di guardia stesso. Nel 1836 l'assise ed ogni altro ufficio di governo locale si trasferirono a Bodmin, fino a che anche la prigione venne smantellata e l'intera area divenne un parco con giardino. Attualmente è sotto l'egida dell'English Heritage.